# Beata Kamińska
Beata Kamińska (Słupsk, 6 de enero de 1980) es una deportista polaca que compitió en natación, especialista en el estilo braza.
Ganó tres medallas en el Campeonato Europeo de Natación en Piscina Corta, en los años 2005 y 2006.

## Palmarés internacional
| Campeonato Europeo en Piscina Corta | Campeonato Europeo en Piscina Corta | Campeonato Europeo en Piscina Corta | Campeonato Europeo en Piscina Corta |
| Año                                 | Lugar                               | Medalla                             | Prueba                              |
| ----------------------------------- | ----------------------------------- | ----------------------------------- | ----------------------------------- |
| 2005                                | Trieste (Italia)                    | Medalla de oro                      | 100 m braza                         |
| 2005                                | Trieste (Italia)                    | Medalla de plata                    | 50 m braza                          |
| 2006                                | Helsinki (Finlandia)                | Medalla de bronce                   | 200 m braza                         |